# 이탈리아의 지리

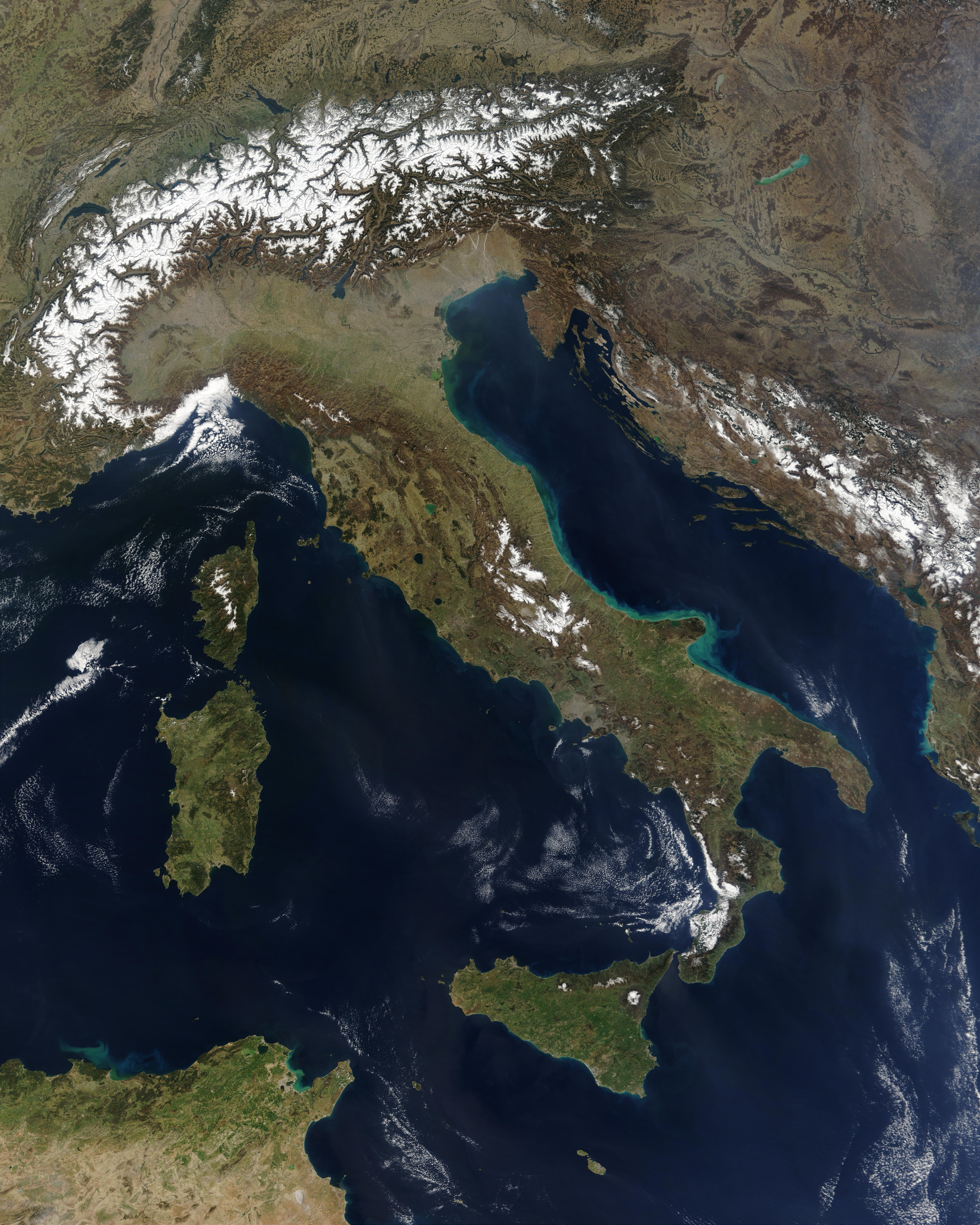
이탈리아의 위성사진

이탈리아의 지리는 남유럽 국가 이탈리아에 관한 지리이다. 이탈리아는 이탈리아 반도라 부르는 동명의 지역과 그 영토가 거의 일치하는 국가로서, 아펜니노 산맥이 가로지르는 긴 반도를 기반으로 북쪽으로는 알프스산맥과 포 계곡의 평야지대, 서쪽으로는 사르데냐섬, 남쪽으로는 시칠리아섬 등의 부속도서를 두고 있다. 이탈리아는 북반구 대륙인 유럽에 속해 있으나, 펠라지에 제도의 람페두사섬과 람피오네섬은 아프리카 대륙으로 분류된다.
이탈리아 공화국의 전체 면적은 301,230km2이며, 그 중 육지면적은 294,020km2, 영해 면적은 7,210km2에 달한다. 위도 35°에서 47° N, 경도 6°에서 19° E 사이에 위치한다. 이탈리아는 스위스, 프랑스, 오스트리아, 슬로베니아와 국경을 접하고 있다. 산마리노와 바티칸 시국은 이탈리아 영토 내의 월경지에 해당된다. 총 국경 길이는 1,836.4km이다. 이탈리아와 면한 바다는 아드리아해, 이오니아해, 티레니아해, 리구리아해, 사르데냐해, 시칠리아 해협 등이 있으며 부속도서를 비롯하여 총 해안선 길이는 7,900km에 달한다.
또한 예로부터 지리적 구분으로서 널리 알려진 '이탈리아' 지역의 면적은 약 324,000km²로, 이탈리아 공화국 전체 면적(301,230km²)보다 크다. 이탈리아 지역에는 크로아티아, 프랑스, 슬로베니아, 스위스의 영토와 모나코 공국, 몰타 공화국, 산마리노 공화국, 바티칸 시국의 4개 소국을 포괄하게 된다.

## 위치와 지형
이탈리아는 유럽 대륙의 중서부에 위치해 있으며 알프스산맥과 면한다. 또 밑으로 길게 뻗은 남유럽 국가로서 유럽과 아프리카를 잇는 가교의 형태를 띄고 있다. 이탈리아반도는 지중해의 중앙에 위치해 있으며, 동으로는 발칸 반도와 그리스 반도를, 서쪽으로는 이베리아반도를, 남쪽으로는 북아프리카를, 북쪽으로는 중부유럽 내륙지방과 마주하고 있다.
이탈리아는 지중해의 동쪽 해역과 서쪽 해역의 분기점으로서, 칼라브리아와 시칠리아까지의 경계를 기준으로 서쪽은 티레니아해, 동쪽은 이오니아해라 부른다. 시칠리아와 아프리카 튀니지 반도 사이의 거리는 불과 140km로 시칠리아 해협이라고도 부른다. 이탈리아 최동단 살렌토의 오트란토곶과 알바니아와의 거리는 70km로 더 짧으며, 이 사이 해역을 오트란토 해협이라 부른다. 살렌토의 북쪽으로는 아드리아해의 길고 좁은 도서지역이 분포해 있다. 서쪽의 티레니아해는 사르데냐섬과 코르시카섬을 기준으로 다시 나뉘며 사르데냐해라 부른다. 이탈리아 반도와 도서지역의 해안선 길이는 총 8,000km에 달하며, 이베리아반도의 해안선보다는 길고 발칸 반도보다는 짧다.

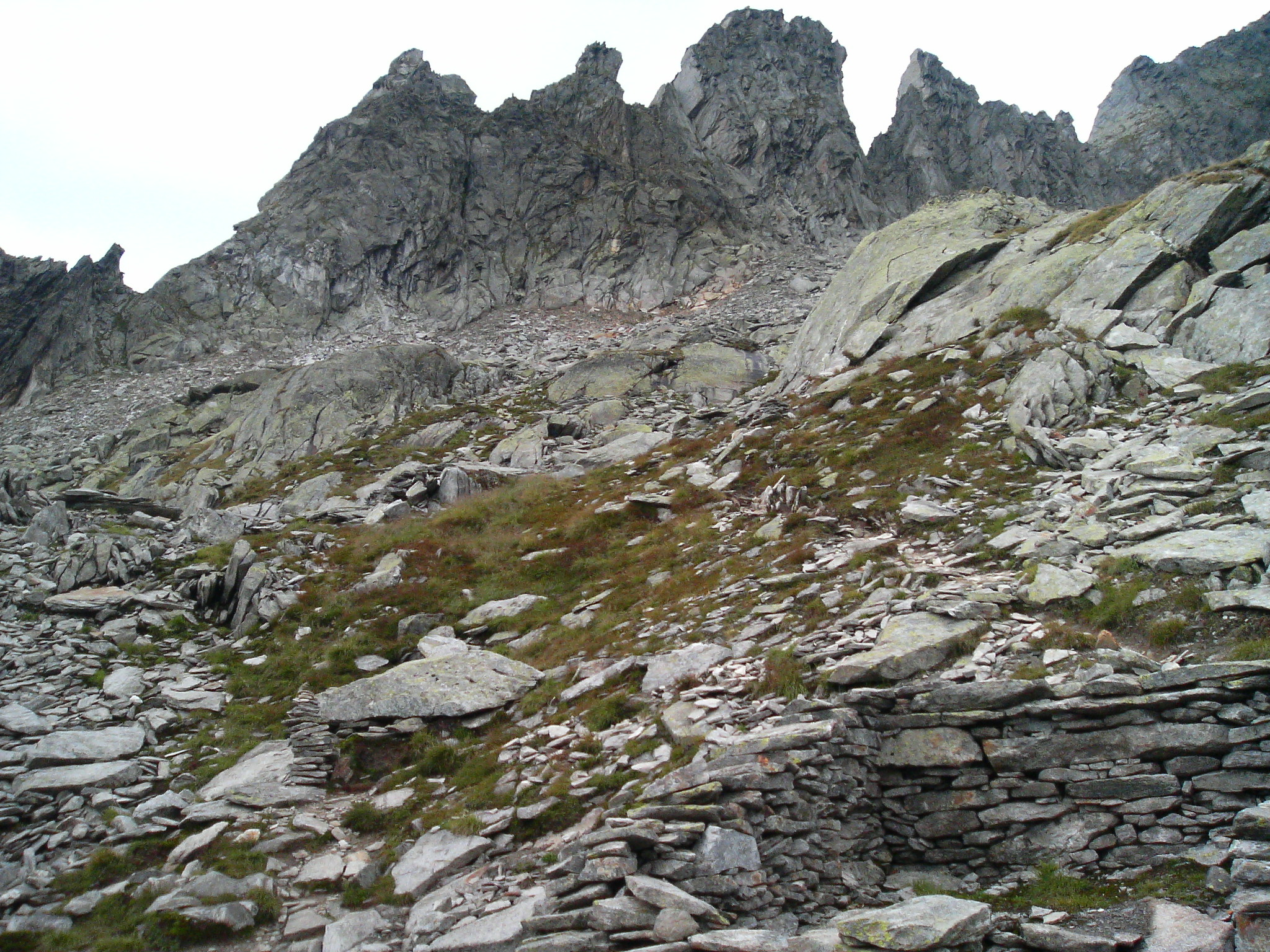
1997년까지 이탈리아 최북단으로 알려졌던 베타디탈리아. 현재는 이보다 400m 북쪽에 위치한 베스틀리헤스츠빌링슈쾨플봉이 최북단인 것으로 알려졌다.

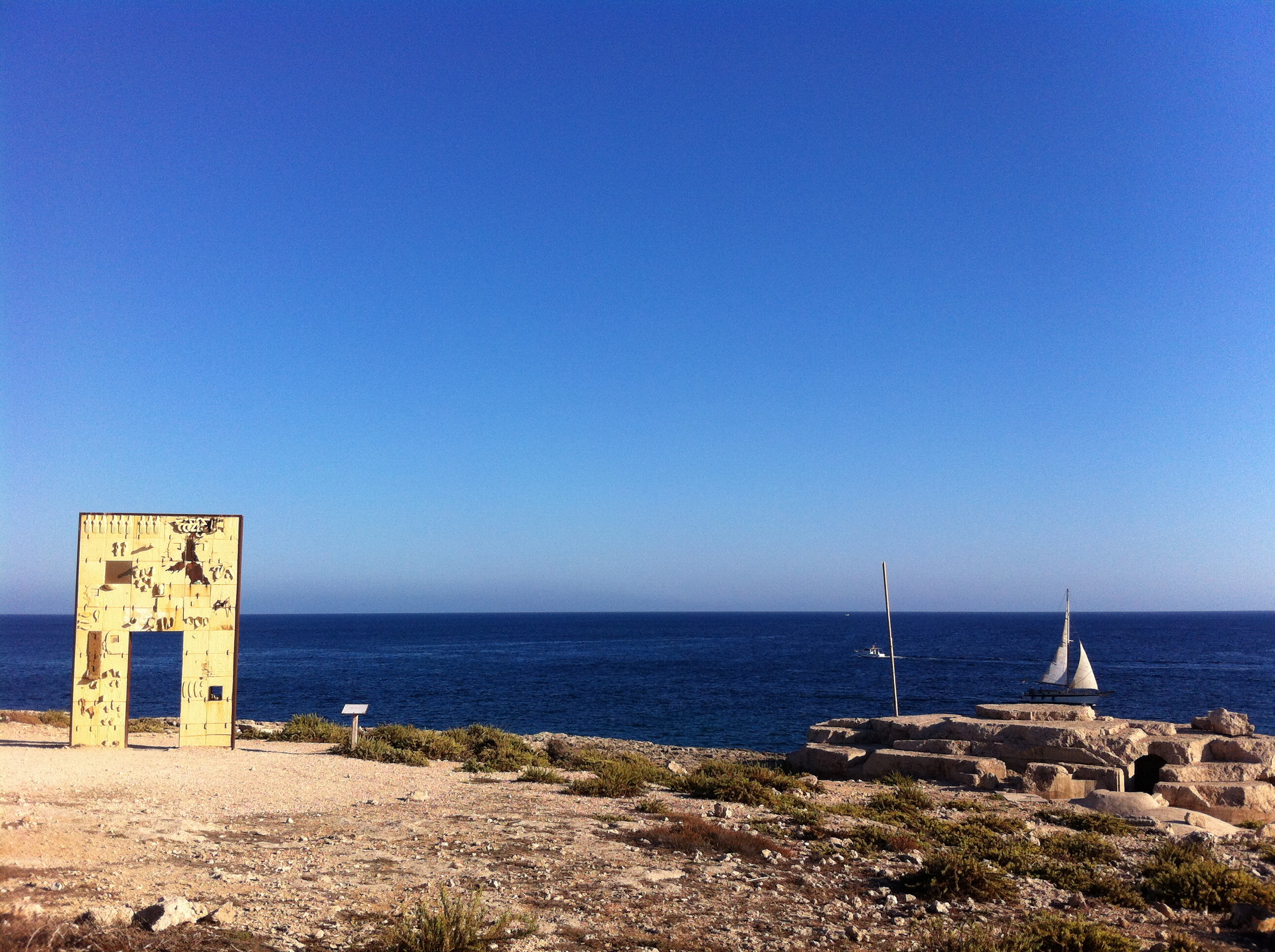
이탈리아 최남단 람페두사의 푼타페셰스파다섬

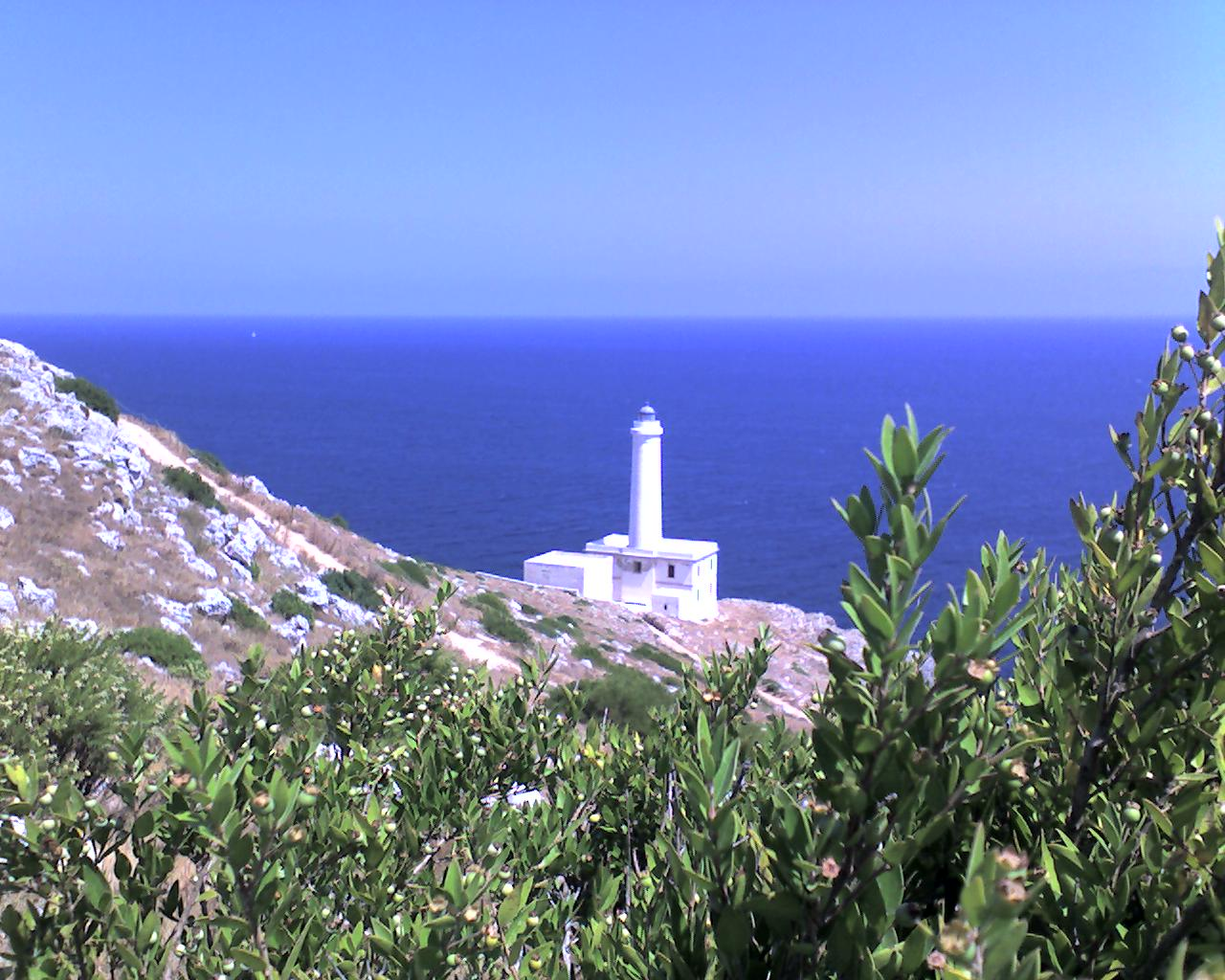
이탈리아 최동단 오트란토곶의 등대

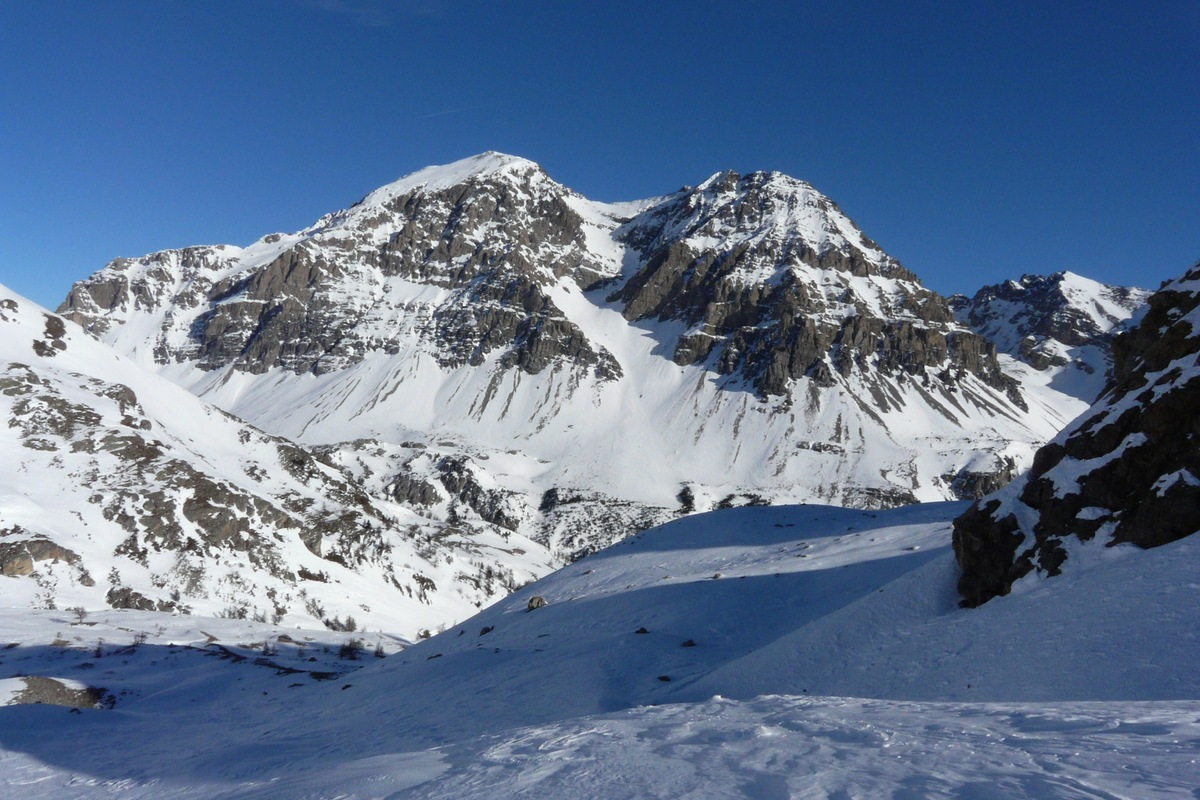
이탈리아 최서단 로카베르나우다산

이탈리아의 지형은 구릉지대가 전체 영토의 41.6%를 차지하여 산악지대 (35.2%)나 평야지대 (23.2%)보다 비중이 크다. 이탈리아의 토양은 그 대부분이 인류의 개척이 이루어졌으며, 일부 지역에 한하여 산악이나 구릉, 화산, 융기, 섬, 매립과 간척 등 자연적 요인이 작용한 결과에 해당된다. 이탈리아 내의 도시 가운데 해안에서 가장 멀리 떨어진 지역은 리구리아해에서 294km 떨어진 손드리오 마데시모 (Madesimo)이다.
이탈리아는 스위스(698km), 프랑스(476km), 오스트리아(404km), 슬로베니아(218km)와 국경을 접하고 있다. 산마리노(37km 또는 23마일)와 바티칸 시국(3.4km)은 이탈리아 영토 내의 월경지에 해당된다. 총 국경 길이는 1,836.4km이다. 이탈리아와 면한 바다는 아드리아해, 이오니아해, 티레니아해, 리구리아해, 사르데냐해, 시칠리아 해협 등이 있으며 부속도서를 비롯하여 총 해안선 길이는 7,900km에 달한다.

### 극점
- 최북단: 트렌티노알토아디제주 프레타우 베스틀리헤스츠빌링슈쾨플 (Westliches Zwillingsköpfl, 북위 47° 5′  동경 12° 11′  / 북위 47.083°  동경 12.183° )
- 최남단: 시칠리아주 람페두사 푼타페셰스파다섬 (북위 35° 29′  동경 12° 36′  / 북위 35.483°  동경 12.600° , 전체 영토) / 칼라브리아주 팔리치 스파르티벤토곶 (북위 37° 55′  동경 15° 59′  / 북위 37.917°  동경 15.983° , 본토)
- 최서단: 피에몬테주 바르도네키아 로카베르나우다산 (북위 45° 6′  동경 6° 37′  / 북위 45.100°  동경 6.617° )
- 최동단: 풀리아주 오트란토 오트란토곶 (북위 40° 6′  동경 18° 31′  / 북위 40.100°  동경 18.517° )

국토 최북단 베스틀리헤스츠빌링슈쾨플에서 최남단 푼타페셰스파다섬까지의 거리는 1,291km에 달하며, 최서단과 최동단의 거리는 600km에 달한다. 각 극점에 자리한 코무네 (기초자치단체)는 다음과 같다.
- 최북단: 프레타우 (Pretau)
- 최남단: 람페두사에리노사
- 최동단: 오트란토
- 최서단: 바르도네키아 (Bardonecchia)

### 고도
- 최고고도: 발레다오스타주 몽블랑산 (해발 4,810.90m / 북위 45° 50′  동경 6° 51′  / 북위 45.833°  동경 6.850° )
- 최저고도: 페라라도 졸란다디사보이아 (Jolanda di Savoia, 해저 3.44m / 북위 44° 53′  동경 11° 59′  / 북위 44.883°  동경 11.983° )
- 최고고도 마을: 리비뇨 트레팔레 (Trepalle, 해발 2,209m / 북위 46° 32′  동경 10° 11′  / 북위 46.533°  동경 10.183° )

### 해양 영토
- 영해: 12해리 (22.2km)
- 대륙붕: 수심 200m 또는 개발 가능한 깊이까지
- 배타적 경제수역 면적: 541,915km²

### 국토중앙점
피렌체의 군사지리학회 (Istituto Geografico Militare)에서 이탈리아의 국토정중앙점을 하나로 특정하는 것은 불가능하다는 결론을 내린 적이 있으나, 측정방식과 기준에 따라 다음의 지자체가 국토정중앙점으로 특정되기도 한다.
- 페루자도 몬텔루코 (Monteluco)[11]
- 테르니도 나르니[12]
- 테르니도 오르비에토[13]
- 리에티도 리에티[11]

## 지역 구분

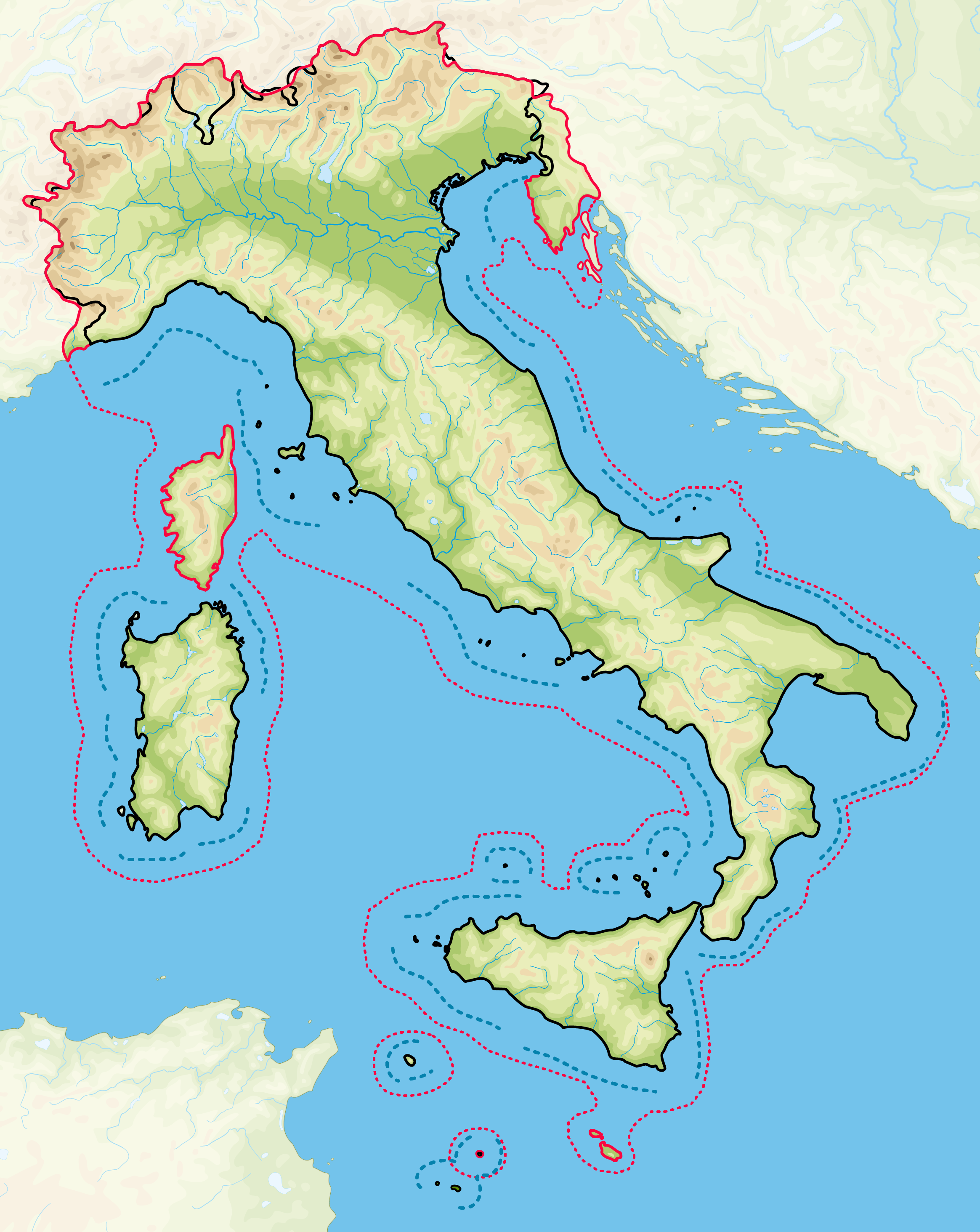
이탈리아의 지역적 범위. 검은색 선은 이탈리아 공화국의 국경, 붉은색 선은 이탈리아 지역의 경계이다.

이탈리아의 지역적 범위는 예로부터 널리 받아들여진 범위로 따지면 그 면적이 324,000km²에 달하며, 이탈리아 공화국의 영토 면적 (301,230km²)보다 넓다. 이탈리아 지역은 이탈리아 영토 뿐만 아니라 크로아티아, 프랑스, 슬로베니아, 스위스의 영토 일부와 모나코 공국, 몰타 공화국, 산마리노 공화국, 바티칸 시국 등 4개 소국도 포함되는 것이 특징이다.
이탈리아와 이탈리아 지역은 약간의 차이가 있으나, 대륙 이탈리아, 반도 이탈리아, 도서 이탈리아의 3가지 지역으로 구분된다.

### 대륙 이탈리아
대륙 이탈리아는 유럽 대륙과 직접적으로 붙어 있는 이탈리아 북부 일대 지역으로서, 알프스산맥 이남의 포 계곡 지역, 리구리아 지역, 아펜니노산맥 일부 지역 (라스페치아~리미니) 등을 아우르는 지방으로 정의된다.
여기서 이탈리아 공화국의 영토가 아닌 타국의 영토임에도 지리적으로는 이탈리아에 속한 지역이 존재하는데, 프랑스의 영토인 니스 (옛 니스 백국), 스위스의 이탈리아어권 지역, 슬로베니아와 크로아티아에 걸쳐 있는 베네치아줄리아, 마지막으로 발레스트레타, 곤도, 발모나스테로 등의 극소지역 등이 있다. 반대로 이탈리아 공화국이 실효지배하는 영토인 발디레이, 발디리비뇨, 산칸디도 분지, 리오세스토 계곡, 타르비시오 분지 등은 이탈리아 지역의 경계 밖에 있다.

### 반도 이탈리아
반도 이탈리아는 상기한 대륙 이탈리아 이남의 이탈리아 반도 전체 지역을 일컬으며, 그 끝은 최남단인 칼라브리아의 멜리토곶, 풀리아의 산타마리아디레우카까지 해당된다. 이 가운데 이탈리아 공화국의 영토 내에 자리한 내륙국가인 산마리노와 바티칸 시국은 엄연한 독립국이지만 이탈리아 지역에는 포함된다.
반도 이탈리아의 주체를 이루는 이탈리아 반도는 남유럽의 3대 반도에서도 중앙을 차지하고 있으며 지중해 내에서도 중심부에서 우측으로 나아가는 형세를 취하고 있다.

### 도서 이탈리아

이탈리아 도서 지역의 지도

이탈리아 도서 지역은 사르데냐섬과 시칠리아섬의 두 큰 섬을 필두로, 이탈리아 반도를 따라 위치한 여러 개의 작은 도서지역을 아우르는 말이다. 코르시카섬은 프랑스의 영토이지만 이탈리아 지역으로는 분류된다.
이탈리아 공화국에서 가장 큰 섬 다섯 곳은 다음과 같다.
- 시칠리아섬 (25,707km²)
- 사르데냐섬 (24,090km²)
- 엘바섬 (223km²)
- 산탄티오코섬 (108.9km²)
- 판텔레리아섬 (83km²)

단독으로 소재한 섬 외에도 군도로 묶이는 대표적인 섬들은 다음이 있다.
- 라스페치아만 군도: 팔마리아섬, 티노섬, 티네토섬
- 토스카나 군도: 수세기 동안 철광석 산지로 유명했던 엘바섬을 중심으로 한 군도다. 북쪽으로 카프라이아섬, 고르고나섬, 남쪽으로 피아노사섬, 몬테크리스토섬, 잔누트리섬, 질리오섬이 있다. 이밖에도 섬 주변의 작은 섬이나 바위가 소재한다.
- 플레그레 제도: 나폴리만의 이스키아섬과 프로치다섬, 카프리섬을 묶어 부르는 말로 캄파니아 군도로 분류되기도 한다.
- 폰티네 제도: 가에타만의 폰차섬, 팔마롤라섬, 찬노네섬, 벤토테네섬
- 에올리아 제도 (리파리 제도): 살리나섬, 리파리섬, 파나레아섬, 화산섬인 불카노섬과 스트롬볼리섬을 아우르며 필리쿠디섬과 알리쿠디섬까지 아우르기도 한다.
- 에가디 제도: 시칠리아섬 서쪽의 파비냐나섬, 마레티모섬, 레반초섬, 스타뇨네섬
- 펠라지에 제도: 리노사섬, 람피오네섬, 람페두사섬
- 케라디 제도: 타란토만의 산피에트로섬과 산파올로섬

이밖에 시칠리아섬 주변의 우스티카섬과 판텔레리아섬, 아드리아해의 트레미티 제도와 피아노사섬, 사르데냐섬 북쪽의 아시나라섬과 라마달레나, 남쪽의 산피에트로섬과 산탄티오코섬이 있다.

## 같이 보기
- 이탈리아반도
- 지중해
- 이탈리아 (지역)